# Samantha Morton

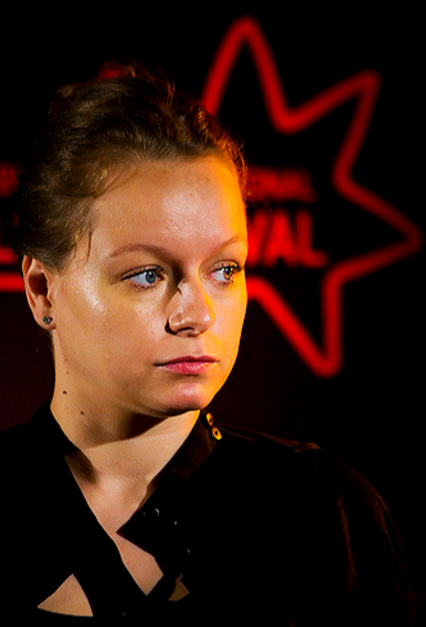
Samantha Morton (2008)

Samantha Jane Morton (* 13. Mai 1977 in Nottingham, Nottinghamshire) ist eine britische Schauspielerin und Golden-Globe-Preisträgerin.

## Leben und Karriere
Morton brach im Alter von 13 Jahren ihre Schulausbildung ab und hatte noch im selben Jahr ihre ersten Fernsehauftritte, bekam jedoch erst 1995 eine größere Rolle in der Miniserie Band of Gold. 1997 spielte sie die Jane Eyre im gleichnamigen Film nach dem Buch von Charlotte Brontë. 2000 wurde sie für einen Oscar in der Kategorie Beste Nebendarstellerin im Woody-Allen-Film Sweet and Lowdown sowie 2004 in der Kategorie Beste Hauptdarstellerin in In America nominiert. 2002 übernahm sie die Hauptrolle in Lynne Ramsays Drama Morvern Callar und agierte an der Seite von Tom Cruise als Agatha im Steven Spielbergs Minority Report. 2004 trat Morton gemeinsam mit Johnny Depp in The Libertine auf und war im gleichen Jahr neben Daniel Craig im Film Enduring Love zu sehen. In Tom Hoopers Drama Die Moormörderin von Manchester (2006) war Morton in der Rolle der Serienmörderin Myra Hindley zu sehen. In der Filmbiografie Control verkörperte Morton 2007 Deborah Curtis, die Ehefrau des Joy-Division-Sängers Ian Curtis. Von 2017 bis 2019 übernahm sie in der Fernsehserie Harlots – Haus der Huren die Rolle der Bordellbesitzerin Margaret Wells. Von 2019 bis 2020 spielte sie eine Hauptrolle als Alpha in der Endzeit-Serie The Walking Dead.
Ihr Debüt als Filmregisseurin gab Morton 2009 mit dem für Channel 4 produzierten Fernsehdrama The Unloved, zu dem sie auch am Drehbuch mitschrieb (mit Tony Grisoni). 2002 spielte sie für die U2 im Videoclip zum Song Electrial Storm mit. 2012 drehte sie für die Band The Kills den Videoclip zum Song The Last Goodbye. Im selben Jahr wurde sie in die Wettbewerbsjury der 69. Internationalen Filmfestspiele von Venedig berufen.
Morton war von 1999 bis 2000 mit dem Schauspielkollegen Charlie Creed-Miles liiert, von dem sie eine Tochter hat, die Schauspielerin Esmé Creed-Miles (* 5. Februar 2000). Seit 2005 ist sie mit Harry Holm, Sohn des Schauspielers Ian Holm, liiert und hat mit ihm zwei Töchter (* 2008 und * 2012).
2024 veröffentlichte sie unter dem Namen Sam Morton mit Richard Russell von XL Recordings als Produzenten das Musikalbum Daffodils & Dirt. Daran wirkten neben anderen Künstlern der Jazzsaxophonist Alabaster DePlume und Ali Campbell von UB40 mit. Ullrich Maurer beschrieb das Album als „…Collage aus Low-Fi-, Slow-Core und Downtempo Trip-Hop-Elementen, Nachtschatten-Flair nach David Lynch, Dub- und Drum'n'Bass-Sounds, Samples, Field-Recordings, Elektronika aber auch organischen Elementen und Samantha Mortons Gesang.“ Es sei ein „faszinierend vielschichtiges und facettenreiches Gesamtkunstwerk“.

## Filmografie (Auswahl)
- 1991: Soldier Soldier (Fernsehserie, 4 Episoden)
- 1991: Boon (Fernsehserie, Episode 6x09 Cab Rank Cowboys)
- 1993: The Token King (Fernsehfilm)
- 1994: Peak Practice (Fernsehserie, Episode 2x10 Abbey)
- 1994: Für alle Fälle Fitz (Cracker, Fernsehserie, 2 Episoden)
- 1995: The Vet (Fernsehserie, 3 Episoden)
- 1995–1996: Band of Gold (Fernsehserie, 12 Episoden)
- 1996: The Future Lasts a Long Time (Kurzfilm)
- 1996: Emma (Fernsehfilm)
- 1997: Jane Eyre (Fernsehfilm)
- 1997: Under the Skin
- 1997: This Is the Sea
- 1997: The History of Tom Jones, a Foundling (Miniserie, 5 Episoden)
- 1999: Sweet and Lowdown
- 1999: Jesus’ Son
- 1999: Dreaming of Joseph Lees
- 1999: The Last Yellow
- 2000: Pandaemonium
- 2001: Eden
- 2002: Morvern Callar
- 2002: Minority Report
- 2002: In America
- 2002–2013: Max & Ruby (Max and Ruby, Fernsehserie, Sprechrolle Ruby, 20 Episoden)
- 2003: Code 46
- 2004: Enduring Love
- 2004: The Libertine
- 2005: River Queen
- 2005: Lassie kehrt zurück (Lassie)
- 2006: Die Moormörderin von Manchester (Longford, Fernsehfilm)
- 2007: Expired
- 2007: Control
- 2007: Mister Lonely
- 2007: Elizabeth – Das goldene Königreich (Elizabeth: The Golden Age)
- 2008: Synecdoche, New York
- 2008: Blick des Bösen – Sie will nur spielen (The Daisy Chain)
- 2009: The Messenger – Die letzte Nachricht (The Messenger)
- 2012: John Carter – Zwischen zwei Welten (John Carter)
- 2012: Cosmopolis
- 2013: Decoding Annie Parker
- 2013: Haus des Zorns – The Harvest (The Harvest)
- 2014: Fräulein Julie (Miss Julie)
- 2015: Cider with Rosie (Fernsehfilm)
- 2015: The Last Panthers (Fernsehserie, 6 Episoden)
- 2016: Rillington Place – Der Böse (Rillington Place, Miniserie, 3 Episoden)
- 2016: Phantastische Tierwesen und wo sie zu finden sind (Fantastic Beasts and Where to Find Them)
- 2017–2019: Harlots – Haus der Huren (Harlots, Fernsehserie, 19 Episoden)
- 2018: Two for Joy
- 2019: I Am Kirsty
- 2019–2020: The Walking Dead (Fernsehserie, 23 Episoden)
- 2022: Save the Cinema
- 2022: The Whale
- 2022: The Serpent Queen (Fernsehserie, 8 Episoden)
- 2022: She Said
- 2022: Tales of the Walking Dead (Fernsehserie, 1 Episode)
- 2024: 2073

## Auszeichnungen
Oscar
- 2000: Nominierung als Beste Nebendarstellerin für Sweet and Lowdown
- 2004: Nominierung als Beste Hauptdarstellerin für In America

Golden Globe
- 2000: Nominierung als Beste Nebendarstellerin für Sweet and Lowdown
- 2008: Beste Nebendarstellerin – Serie, Mini-Serie oder TV-Film für Die Moormörderin von Manchester

Emmy Award
- 2007: Nominierung als Beste Nebendarstellerin in einer Miniserie oder einem Fernsehfilm für Die Moormörderin von Manchester

British Academy Television Award
- 2007: Nominierung als Beste Schauspielerin für Die Moormörderin von Manchester

British Academy Film Award
- 2008: Nominierung als Beste Nebendarstellerin für Control